# 奧托·舒滕薩克
奧托·卡爾·弗里德里希·舒滕薩克（德語：Otto Karl Friedrich Schoetensack，1850年7月12日—1912年12月23日）是一名德國工業家，後來成為人類學教授。在1908年的一次考古發掘中，他監督工人丹尼爾·哈特曼（Daniel Hartmann）發現了人科的下顎，這是當時已知最古老的人類化石，舒滕薩克後來正式將其描述為海德堡人（Homo heidelbergensis）。

## 著作
- "Der Unterkiefer des Homo heidelbergensis aus den Sanden von Mauer bei Heidelberg" (The lower jaw of the Homo heidelbergensis out of the sands of Mauer near Heidelberg). 1908. Leipzig: Wilhelm Engelmann.

## 外部連結
- Biography （德文）
- Otto Schoetensack的作品  - 古騰堡計劃
- 互联网档案馆中奧托·舒滕薩克的作品或与之相关的作品